# 北塔山
北塔山（Baitag ûûl）原名巴一达克博格达山或拜克达山（Bôgda ûûl），为阿尔泰山脉余脉，位于中国新疆奇台县东北部中蒙边界地区。主峰阿同敖包（又名通古格尔乌拉），海拔3290米。

## 地质地貌
北塔山为阿尔泰山东南余脉，山顶平坦，海拔一般为2700～3100米。北塔山是上古生界喷发岩石层在新构造运动影响下隆起的背斜山地，山体长90千米，宽25千米，其两翼呈倾伏状倾没在山前平原地层之下，在山麓山前地带连续分布着相对高度10～20米的垄岗状、桌状、残峰状高地，并在高地的倾斜面上形成2～3级的台阶，成为北塔山山前特有的地貌景观。

## 气候水文
北塔山是准噶尔盆地东部唯一比较高大的山体，山区气候较盆地相对湿润，年均降水量在250毫米以上。山前平原区夏季酷热，冬季严寒，多年平均气温5.6℃，年均降水量182毫米，年均无霜期125天。
流域内河流主要发源于北塔山南北麓，诸河源头及河流（沟）沿途泉水发育，河流流程短且水量小，天然状态下，大多数河流（沟）在出山口附近即渗入地下。

## 事件
1940年代，国民党新疆驻军在位于东经90.9度，北纬45.2度的北塔山附近和蒙古人民军爆发武装冲突。1947年6月5日－1948年7月，中华民国和蒙古人民共和国在此地发生的中蒙边界冲突即北塔山事件。战斗发生地北距富蕴县250公里，南至奇台县170公里，东南至镇西（今新疆维吾尔自治区巴里坤哈萨克自治县）240公里，东北至蒙古国科布多省布尔根县120公里，西侧有元湖。